# Коли Ниволи (Витербо)
Коли Ниволи (итал. Colli Nivoli) је насеље у Италији у округу Витербо, региону Лацио.
Према процени из 2011. у насељу је живело 27 становника. Насеље се налази на надморској висини од 647 м.